# Südfilm
Die Südfilm GmbH ist ein Fernseh-Produktionsunternehmen mit Sitz in March bei Freiburg und ist zusammen mit der Romaeus Akademie GmbH und der Südfilm European Cinema One GmbH (SECO) Teil der Südfilm Mediengruppe.
Weltweit produziert die Südfilm GmbH hochwertige journalistische TV-Beiträge, vorwiegend für das deutsche Fernsehen, sowie internationale Dokumentationen.
Geschäftsführende Gesellschafter sind Bülent Gençdemir und Dr. Stefan Ummenhofer.

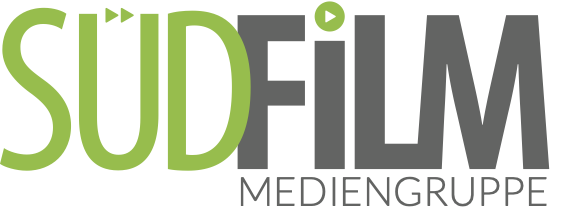
Offizielles Logo SÜDFILM

## Geschichte

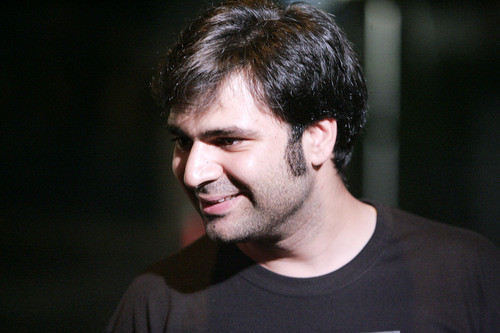
Bülent Gençdemir, 2007

Die 1922 von Ludwig Scheer in Berlin gegründete Südfilm AG besteht heute nicht mehr. Seit 2003 führt Bülent Gençdemir den Namen ‚Südfilm‘ in neuem Kontext weiter, ohne rechtliche oder inhaltliche Verbindung zur ursprünglichen AG.

## Filmographie
Dokumentarfilm
- 2017: Weltweite Freundschaften – Freiburg und seine Partnerstädte[3]

- 2015: Auf höchstem Niveau

Serie
- 2025: Türkei-Crime ZDF[4]
- 2018–2024: Aktenzeichen... XY-Retro ZDF[4]

- seit 2018: Die Ermittler! ZDFInfo[5]
- seit 2017: Hallo Deutschland, Kommissare ZDF[4]
- 2016: Bana sevmeyi anlat (FOX, Co-Produktion mit AyYapim)[6]

Kurzfilm
- 2015: Totgeglaubt